# Salsola lanata
Salsola lanata är en amarantväxtart som beskrevs av Pall.. Salsola lanata ingår i släktet sodaörter, och familjen amarantväxter. Utöver nominatformen finns också underarten S. l. longistylosa.